# Tavagnasco
Tavagnasco (Tavagnasch in piemontese) è un comune italiano di 745 abitanti della città metropolitana di Torino, nel Canavese settentrionale situato nella valle della Dora Baltea in Piemonte.

## Storia

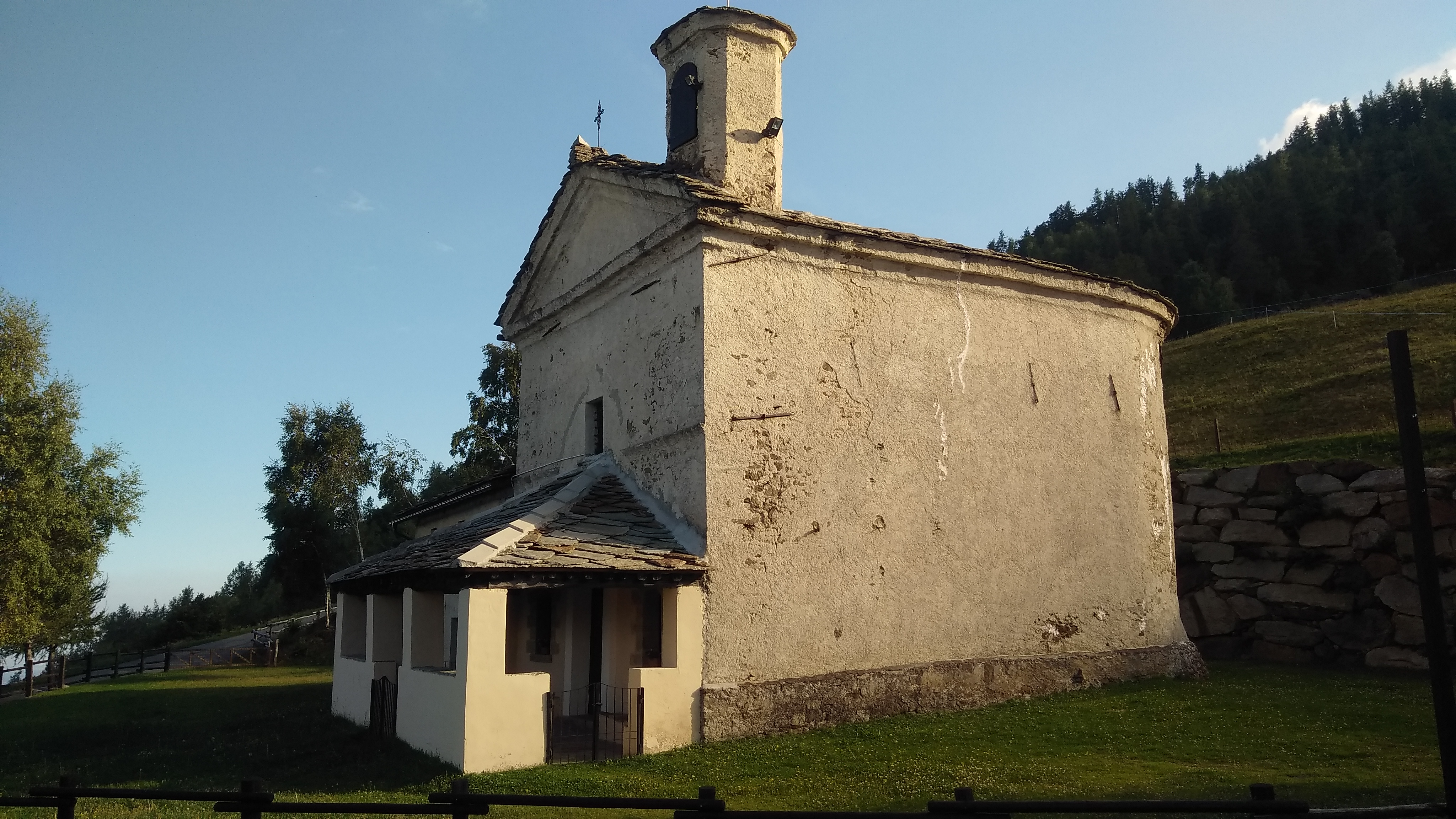
Il piccolo santuario di S.Maria Maddalena

Tavagnasco nasce nel Medioevo come risulta compresa nella Castellata di Settimo Vittone, dipendente dalla pieve di San Lorenzo. Fu sempre una terra ribelle in lotta per la propria autonomia con i nobili dei castelli vicini. Il Comune era retto dal Console e dai Credenzieri che prestavano giuramento nelle mani di quelli precedenti scaduti. Il Podestà, nominato dai Signori di Settimo Vittone, Montestrutto, Quincinetto e Ivrea, era il giudice per quanto riguardava la giustizia sia civile che penale. Nel 1512 Giovanni Giacomo (H)Enrico di Settimo cercó con la forza di mantenere i pieni poteri sulle nomine dei Podesta per continuare a condizionare la piena autonomia del Comune. La tenacia dei Tavagnaschesi con l`appoggio dei Savoia ebbe il sopravvento. Vari furono i feudatari di Tavagnasco,i Lasbianca, i Roasenda, i conti del Melle, gli (H)Enrico e gli (H)Enrico linea di Giampietro (Giovanni Pietro) detti i Gianpietro, questi ultimi furono infeudati con patenti ducali per la giurisdizione di tutte le ragioni feudali di Tavagnasco (AM infeudazioni e giurisdizione dei luoghi di Tavagnasco 8 agosto 1662).

### Simboli
Lo stemma e il gonfalone sono stati concessi con decreto del presidente della Repubblica del 16 aprile 1958.
Il gonfalone è un drappo partito di azzurro e di giallo.

## Monumenti e luoghi d'interesse
- Chiesa di Santa Margherita

## Società

### Evoluzione demografica
Abitanti censiti

## Cultura

### Eventi

La chiesa parrocchiale

In questo Comune, dal 1990, si svolge ogni anno in primavera il "Tavagnasco Rock Festival", rassegna musicale all'aperto di gruppi rock italiani e stranieri, diventata nel tempo un appuntamento musicale importante e molto seguito nel panorama italiano.

## Amministrazione

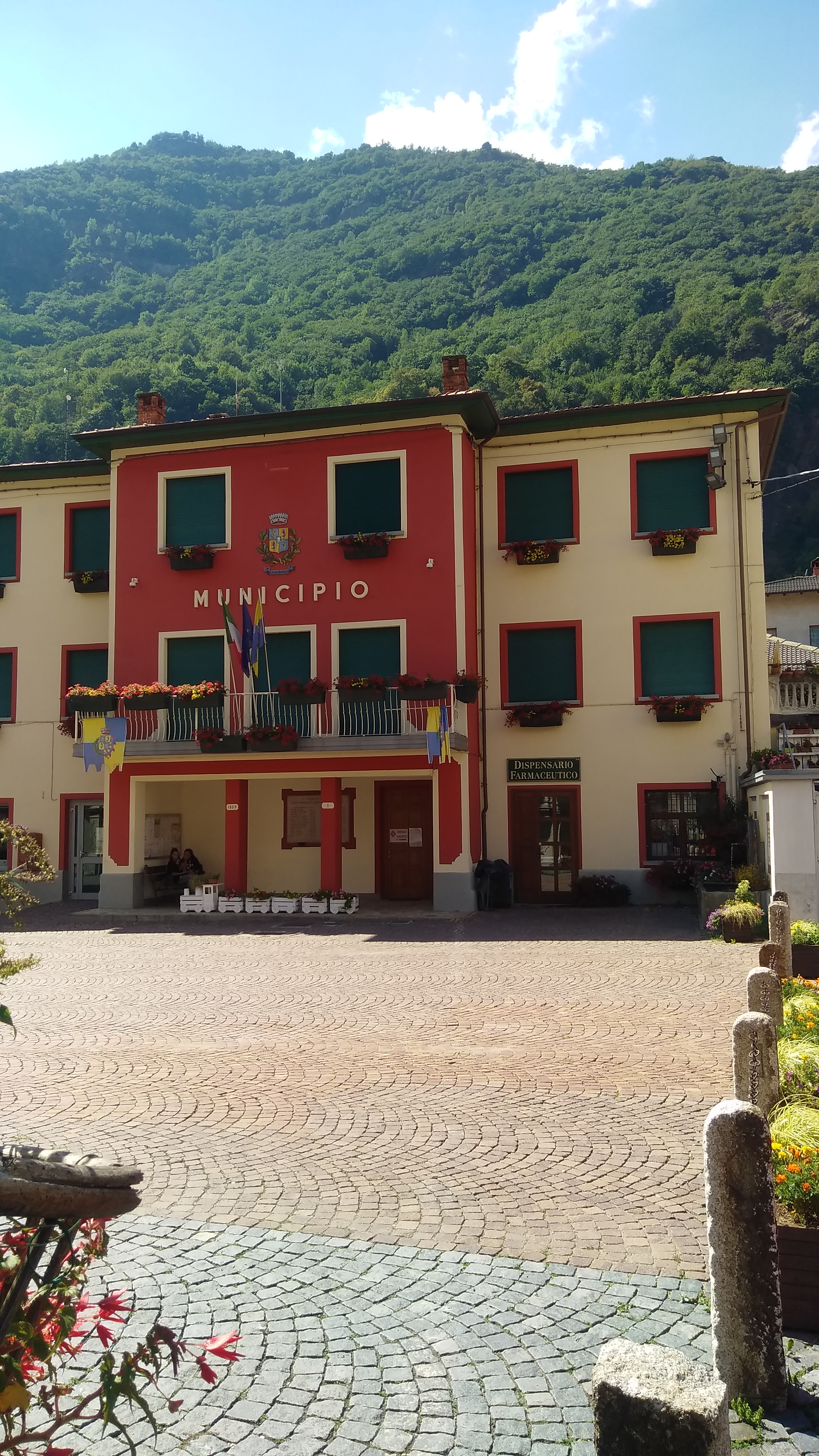
Tavagnasco: il municipio

Di seguito è presentata una tabella relativa alle amministrazioni che si sono succedute in questo comune.
| Periodo        | Periodo        | Primo cittadino          | Partito                         | Carica  | Note   |
| -------------- | -------------- | ------------------------ | ------------------------------- | ------- | ------ |
| 27 giugno 1985 | 21 maggio 1990 | Eligio Morello           | Partito Comunista Italiano      | Sindaco | [ 10 ] |
| 21 maggio 1990 | 24 aprile 1995 | Eligio Morello           | Partito Comunista Italiano      | Sindaco | [ 10 ] |
| 24 aprile 1995 | 14 giugno 1999 | Eligio Morello           | -                               | Sindaco | [ 10 ] |
| 14 giugno 1999 | 14 giugno 2004 | Eligio Morello           | centro-sinistra                 | Sindaco | [ 10 ] |
| 14 giugno 2004 | 8 giugno 2009  | Giovanni Vacchiero Salet | lista civica                    | Sindaco | [ 10 ] |
| 8 giugno 2009  | 26 maggio 2014 | Giovanni Franchino       | lista civica                    | Sindaco | [ 10 ] |
| 26 maggio 2014 | 9 giugno 2024  | Giovanni Franchino       | lista civica: energia di domani | Sindaco | [ 10 ] |
| 9 giugno 2024  | in carica      | Moreno Nicoletta         | lista civica                    | Sindaco | [ 10 ] |

### Altre informazioni amministrative
Il comune faceva parte della Comunità montana Val Chiusella, Valle Sacra e Dora Baltea Canavesana.